# Las aventuras de Pancho Talero
 Las aventuras de Pancho Talero es una película argentina sin sonido, en blanco y negro, que fue dirigida por Arturo Lanteri sobre su propio guion. En el filme, estrenado en 1929,  además de los actores Pepito Petray, Antonio Ber Ciani y Carlos Dux, actuaban miembros de la familia Lanteri. 
La película está basada en el personaje de la historieta Don Pancho Talero y su familia que se publicaba en la revista El Hogar, una de las de mayor circulación en esa época, al igual que las otras dos del mismo director Pancho Talero en Hollywood  (1931) y Pancho Talero en la prehistoria (1930). Su director y productor aprovechó para filmarlas que había obtenido el premio mayor en la lotería.
El coleccionista Ángel Lázaro localizó y conservó un fragmento de unos 10 minutos de Pancho Talero en la prehistoria pero, al parecer, no queda ninguno de las otras dos.

## Reparto
Participaron del filme los siguientes intérpretes:
- Pepito Petray
- Antonio Ber Ciani
- Carlos Dux

## Comentarios
El crítico de cine Paraná Sendrós luego de señalar que el director del filme Lanteri era a la vez el dibujante de la historieta, dice que:

“modeló con su obra el sentido de la historieta nacional costumbrista, parienta directa del teatro familiar y la comedia radial. Era de temer que producciones posteriores se recostaran en esos parientes, pero las suyas miraron, ya desde el papel, bien hacia el cine cómico de la época, o lo que le resultaba cómico: el gaucho Fairbanks style, por ejemplo, sazonando su visión risueña de la vida con más picardía y payasadas de lo que podía dibujar con su modo socarrón y primitivo, que hoy diríamos naif”.